# Hotchkiss M201
Der Hotchkiss M201 war der leichte, allradgetriebene Standard-Geländewagen der französischen Armee von der Nachkriegszeit bis in die 1980er-Jahre. Er ist nahezu baugleich mit dem amerikanischen Willys MB / Ford GPW des Zweiten Weltkrieges. In Frankreich wird das Fahrzeug meist einfach als La Jeep bezeichnet.

## Beschreibung
Der M201 verfügt über eine konventionelle Konstruktion mit Leiterrahmen und zwei durch Blattfedern aufgehängten Starrachsen. Der 4-Zylinder-Ottomotor (der sogenannte Willys Go Devil Motor) ist vorn, das Hauptgetriebe  mit drei Vorwärtsgängen und einem Rückwärtsgang und das daran angeblockte zweistufige Verteiler- und Untersetzungsgetriebe sind mittig eingebaut. Über eine Kardanwelle werden im Straßenbetrieb die Hinterräder angetrieben, der Vorderachsantrieb und die Geländeuntersetzung können im Bedarfsfall, allerdings nur bei stehendem Fahrzeug, vom Fahrer über zwei rechts neben dem Schalthebel des Hauptgetriebes angeordnete, kleinere Hebel zugeschaltet werden. Die Stahlblechkarosserie ist offen, an den Seiten ausgeschnitten, ohne Türen, verfügt in der Standardversion über vier Sitzplätze und hat ein abnehmbares Stoffverdeck. Die Windschutzscheibe kann nach vorn auf die Motorhaube abgeklappt werden. Ersatzkanister und Ersatzrad sind hinten außen an der Karosserie montiert. Am Fahrzeugheck befindet sich auch die sogenannte NATO-Anhängerkupplung. Der M201 verfügt über keine Differentialsperren, ist aber wegen seines relativ geringen Gewichts und einer sehr hohen Achsverschränkung, äußerst geländegängig.
Der M201 erhielt im französischen Heer die Bezeichnung „VLTT“ (Véhicule Léger Tout Terrain). Das Standardmodell wurde meist als Führungs- und Funkfahrzeug eingesetzt.
Für den Einsatz in Nordafrika wurde die sogenannte Sahara-Version entwickelt. Sie unterschied sich vom Standardmodell durch ein stabileres Chassis, verstärkte Blattfedern an der Hinterachse, einen zusätzlichen Werkzeugkasten unterhalb des Kühlergrills und einen zweiten Tank unter dem Beifahrersitz. In geringerem Umfang wurden M201 auch zu Waffenträgern für Panzerabwehrkanonen (M40) und -raketen (SS.10, SS.11, ENTAC oder MILAN) umgerüstet oder mit dem Gefechtsfeldüberwachungsradar RASURA ausgestattet.

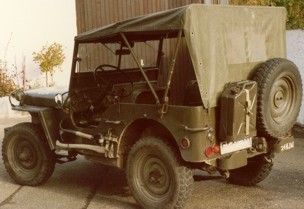
Hotchkiss M201 mit Verdeck
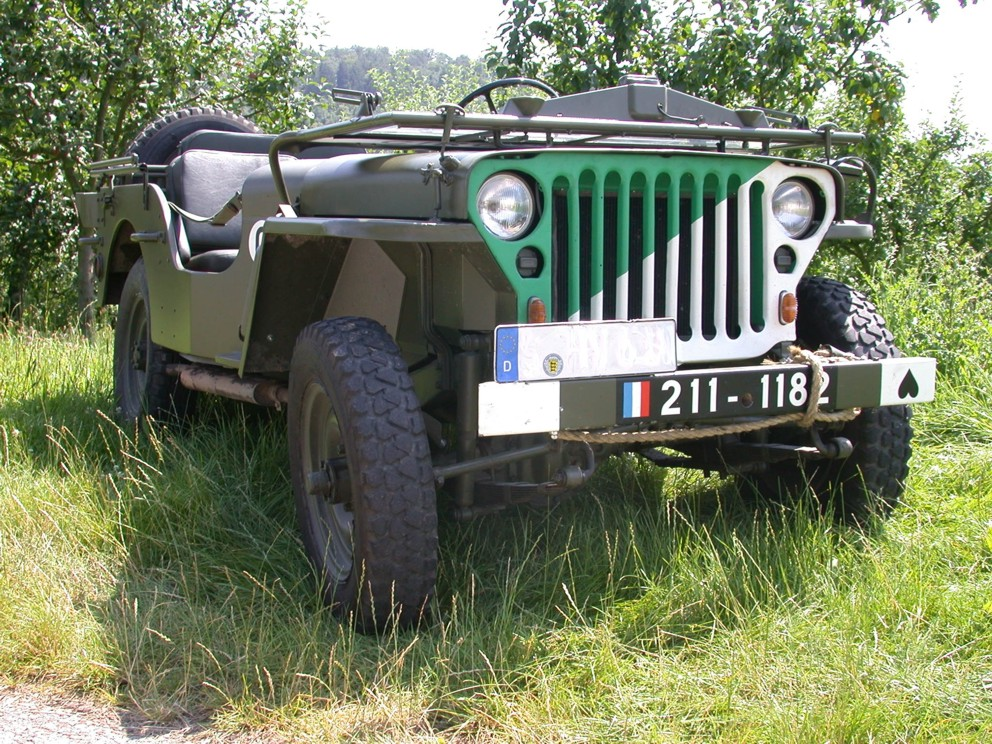
Hotchkiss M201 mit abgeklappter Windschutzscheibe
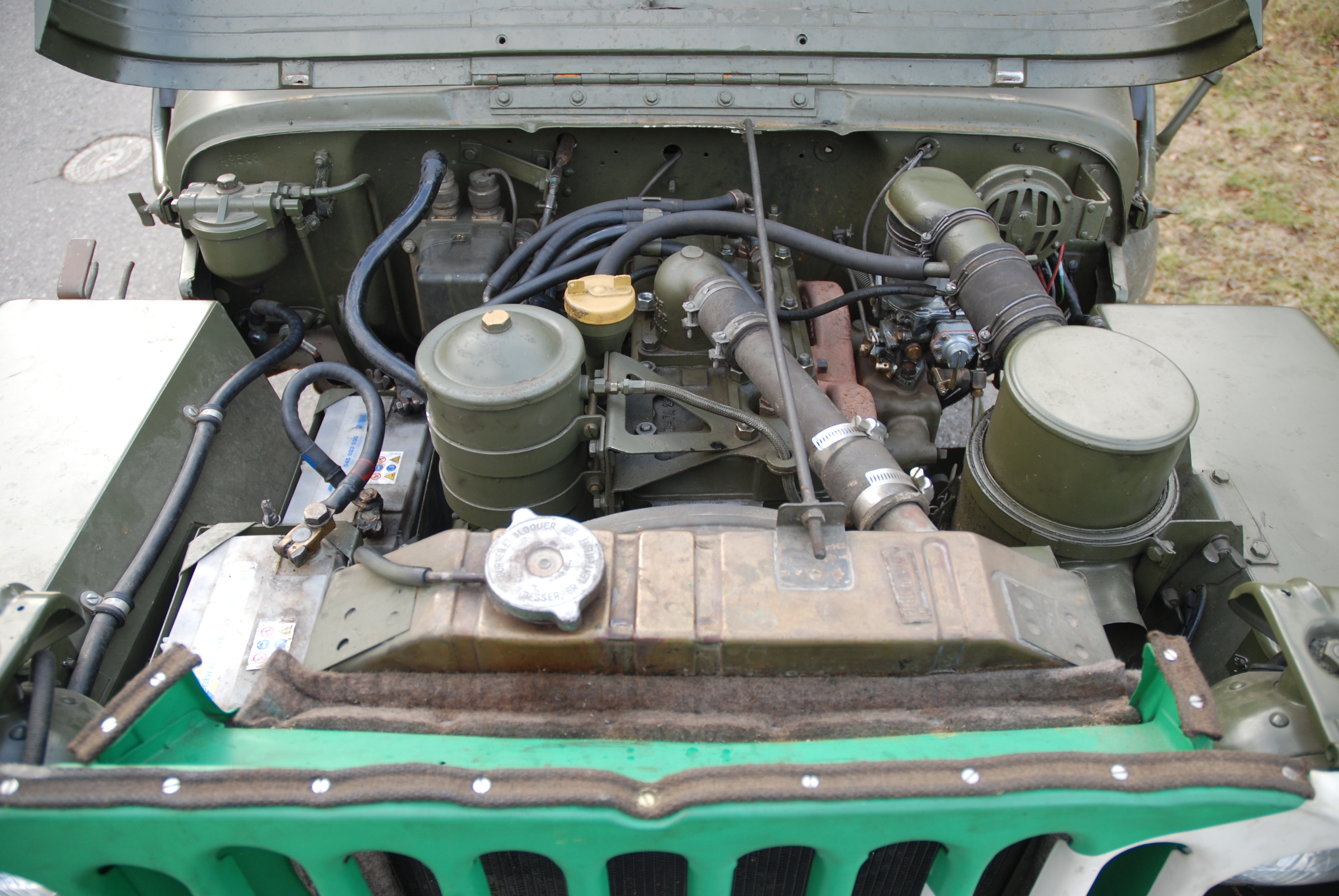
Motor eines Hotchkiss M201 von vorne gesehen
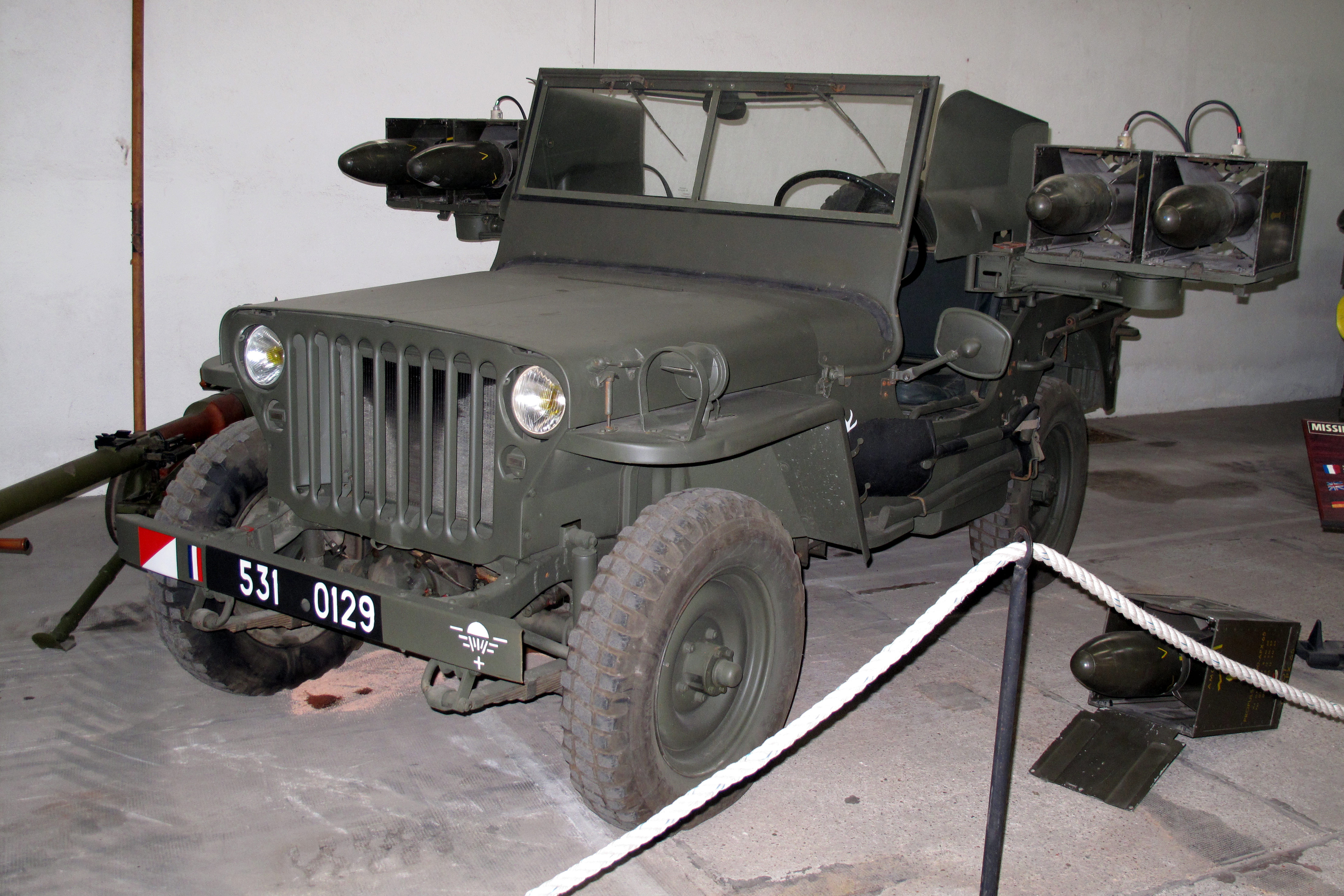
Hotchkiss M201 mit ENTAC-Panzerabwehrraketen

## Geschichte
Unmittelbar nach dem Zweiten Weltkrieg erwarb die französische Regierung über 22.000 Willys MB und Ford GPW von der United States Army, um ihre Armee wieder aufzurüsten. Da nur ungefähr die Hälfte davon in brauchbarem Zustand war, begann man ab 1946 in den Werkstätten der E.R.G.M. (Etablissement de Réserve Général du Matériel Automobile de la Maltournée) bei Paris damit, diese Jeeps wieder in einen einsatzfähigen Zustand zu versetzen. Stark beschädigte Exemplare wurden völlig zerlegt, um so an brauchbare Einzelteile zu gelangen, die anschließend instand gesetzt wurden. Aus diesen Einzelteilen (und später auch aus neu hergestellten Ersatzteilen) wurden dann auf einem Fließband „neue“ Jeeps gefertigt. Dieser Produktionsprozess wurde bis 1978 fortgesetzt. Die so produzierten Jeeps enthielten nach und nach einen immer bunteren Mix aus Willys-, Ford- und Hotchkiss-Teilen.
Ursprünglich war vorgesehen, diese Jeeps ab 1949 durch den Delahaye VLR, einen neu entwickelten französischen Geländewagen, zu ersetzen. Die Umstellung auf das neue Fahrzeug scheiterte jedoch, da sich der technisch aufwändigere Delahaye VLR in der Praxis als zu kompliziert und zu wartungsintensiv erwies. Nach nur 9623 Fahrzeugen wurde die Produktion im Jahre 1954–1955 eingestellt.
Nachdem der von Peugeot entwickelte Prototyp VSP getestet und abgelehnt worden war, entschloss man sich im Jahr 1955, auch weiterhin auf den bewährten Jeep zu setzen. Für den Bedarf der französischen Armee reichte aber auf Dauer die Produktion aus Einzelteilen durch die E.R.G.M.-Werkstätten nicht aus und es musste ein Produzent für wirklich neue Jeeps gefunden werden.
Da die Firma Hotchkiss schon über Erfahrung mit der Jeep-Produktion verfügte (seit 1952 wurden Ersatzteile für den Jeep hergestellt und die Produktion von zivilen Jeeps unter Lizenz von Willys für den französischen Markt war gerade angelaufen) erhielt diese den Auftrag, künftig Jeeps für die französische Armee herzustellen.
Im Jahr 1955 wurden 465 Jeeps unter der Bezeichnung Hotchkiss Licence MB gefertigt. Ab 1956 galt dann die Typenbezeichnung M201.
Insgesamt produzierte Hotchkiss bis zum Jahr 1966 27.628 M201 hauptsächlich im Werk Stains, einem Ort nördlich von Paris.
1981 wurde schließlich die Ablösung des M201 durch den Peugeot P4 beschlossen. Zu diesem Zeitpunkt waren noch mehr als 8000 Jeeps im Einsatz. Die letzten M201 wurden erst im Jahr 2000 ausgemustert.

## Technische Daten
| Technische Daten M201, 24 Volt (Standardversion) | Technische Daten M201, 24 Volt (Standardversion)                                 |
| ------------------------------------------------ | -------------------------------------------------------------------------------- |
| Leergewicht                                      | 1160 kg                                                                          |
| Zuladung                                         | 370 kg                                                                           |
| Anhängelast                                      | 453 kg                                                                           |
| Breite                                           | 1575 mm                                                                          |
| Länge                                            | 3372 mm                                                                          |
| Radstand                                         | 2032 mm                                                                          |
| Höchstgeschwindigkeit                            | 95 km/h                                                                          |
| Bodenfreiheit                                    | 220 mm                                                                           |
| Steigfähigkeit                                   | 66 %                                                                             |
| Böschungswinkel vorne                            | 45°                                                                              |
| Böschungswinkel hinten                           | 35°                                                                              |
| Wattiefe                                         | 530 mm                                                                           |
| Motor                                            | Viertakt-Ottomotor, 4 Zylinder in Reihe, seitliche Ventile Willys Go Devil Motor |
| Hubraum                                          | 2199 cm³                                                                         |
| Leistung                                         | 60 SAE-PS / 44 kW                                                                |
| Tankinhalt                                       | 56,78 l                                                                          |
| Kraftstoffverbrauch                              | 14 l/100 km                                                                      |
| Reichweite                                       | 550 km                                                                           |
| Sitzplätze                                       | 4                                                                                |